# GNG13
GNG13‏ (G protein subunit gamma 13) هوَ بروتين يُشَفر بواسطة جين GNG13 في الإنسان.